# Szeretném, ha szeretnél
A Szeretném ha szeretnél (eredeti cím: The Wedding Planner) című 2001-ben bemutatott romantikus filmvígjáték, melyet Adam Shankman rendezett. A főbb szerepekben  Jennifer Lopez és Matthew McConaughey látható.

## Cselekmény
Mary Fiore (Jennifer Lopez) esküvőszervező, okos és gyönyörű, ám rendkívül magányos, mert egyszerűen fogalma sincs, hol keresse a nagy Őt. A megoldás sorsszerűen, egy elszabadult szemetes konténer képében érkezik, amely elgázolná Maryt, ha a jóképű gyermekorvos, Steve (Matthew McConaughey) nem menti meg az utolsó pillanatban. A találkozás varázsütésként éri, fülig beleszeret megmentőjébe. Ám hamarosan kiderül, hogy épp Steve esküvőjét szervezi, aki a dúsgazdag és szépséges Frant (Bridgette Wilson) készül elvenni.

## Szereplők
- Jennifer Lopez – Maria 'Mary' Fiore (Pápai Erika)
- Matthew McConaughey – Dr Steven James 'Steve/Eddie' Edison (Kaszás Attila)
- Bridgette Wilson – Francine 'Fran' Donolly (Tóth Enikő)
- Justin Chambers – Massimo (Stohl András)
- Judy Greer – Penny (Tóth Auguszta)
- Alex Rocco – Salvatore Fiore (Rajhona Ádám)
- Lou Myers – Burt Weinberg (Kézdy György)
- Charles Kimbrough – Mr. Donolly (Beregi Péter)
- Joanna Gleason – Mrs. Donolly (Andresz Kati)
- Kathy Najimy – Geri (Csomor Csilla)
- Kevin Pollak – Dr. John Dojny (Józsa Imre)
- Fred Willard – Basil St. Mosely (Székhelyi József)
- J. R. Rose – The Speech Guy (?)
- Frances Bay –  Dottie (?)
- Philip Pavel – Benton (?)
- Fabiana Udenio – Anna Bosco (?)
- Bree Turner – Tracy (?)
- Cortney Shounia – Mary Fiore 7 évesen (?)